# De herder van Hermas

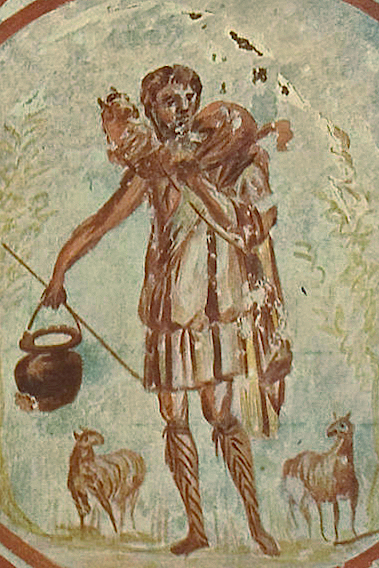
De Goede Herder, 3e eeuw, Catacomben van Rome.

De herder van Hermas is een christelijk geschrift uit de eerste helft van de tweede eeuw na Christus. Het boek is niet in de Bijbel opgenomen, maar wordt tot de Apostolische Vaders gerekend.

## Tekst
Tot de Oxyrhynchus papyri behoren tien fragmenten met fragmenten van kopieën van het boek van tussen 200 en 300 na Christus; twee daarvan waren deel van een boekrol; deze fragmenten geven de tekst van H 1-9. In de Codex Sinaiticus vindt men 1:1 tot 31:6. Op een papyrus uit de tweede helft van de derde eeuw dat zich te Michigan bevindt, staat de Griekse tekst van de hoofdstukken 51,8 – 82,1.’ Op Athos wordt in het klooster een handschrift bewaard uit de 15e eeuw dat hoofdstuk 1:1 – 107:2 bevat. Van de hoofdstukken 107:3 tot 114:5 is geen Griekse tekst beschikbaar. Voor dit gedeelte doet men een beroep op Latijnse, Ethiopische en Koptische versies.

## Auteur en datering
In de Canon Muratori vinden we de vermelding dat het werk te Rome in het Grieks geschreven is door Hermas, toen diens broeder Pius bisschop van Rome was; dat was rond 150 na Christus. De Clemens die in 8:4 genoemd worden zal dan een ander zijn dan de ons bekende bisschop aan het eind van de eerste eeuw. De Canon Muratori kent het boek, vindt het nuttig, maar slechts beperkt bruikbaar voor de eredienst. Tertullianus en Eusebius van Caesarea vonden het boek onecht; Athanasius van Alexandrië stond lezing ervan toe, maar beschouwde het niet als behorende tot de canon.

## Inhoud
De gemeente gaat van tijd tot tijd door vervolgingen heen. Deze worden gezien als mogelijkheid om boete te doen. De schrijver mag de gemeente vertellen dat ze, als ze faalt, nog één keer een nieuwe kans krijgt. Voor dit doel maakt hij gebruik van visioenen, geboden en gelijkenissen. Het werk bevat een christologie waarin de samenwerking tussen Jezus en de Geest wordt beschreven op een wijze die een paar honderd jaar later niet meer als orthodox zou worden beschouwd. Volgens nieuwtestamenticus Bart D. Ehrman kan De herder van Hermas worden gerekend tot de apocalyptiek.:5:16
Het boek bestaat uit:
- Vijf visioenen (H1-25)

Een vrouw vermaant hem; zegt dat zijn gezin zich moet bekeren (H1-5)
Geeft hem opdracht bekend te maken dat de zondigende uitverkorenen nog één kans krijgen (H5:1-7:4)
Openbaart zich als de Kerk van alle tijden (8-19:21:4)
Naderende vervolging, gesymboliseerd door een wild dier (22-24:7)
In het vijfde visioen neemt de Herder hem in huis, die ook wel “Engel der bekering” heet.
- Twaalf geboden (H26-49)

1 Geloof, vrees, zelfbeheersing (26:1-2).
2 Eenvoud, onschuld, geen kwaadspreken (27:1-7).
3 Waarheid tegenover bedrog (28:1-5).
4 Over echtbreuk en het huwelijk (29:1- 32:4).
Hier wordt het onderwerp tweede boete besproken.
5 Geduld en verstand tegenover drift en bitterheid (33:1-34:8)
6 Herhaling eerste gebod; uiteenzetting over de twee engelen die het gedrag van de mens bepalen (35:1-36:8)
7 Vrees voor God en voor de duivel (37:1-5)
8 Twee soorten van onthouding (38:1-12)
9 Niet twijfelen, maar geloven
10 Smart kan de Geest verdrijven of tot boete leiden (40:1-42:4)
11 Leugenprofeten mijden (43:1-21)
12 Kwaad en goed verlangen (44:1-49:5
- Tien gelijkenissen (H50-115)

1 De komende stad (50:1-11)
2 De olm en de wijnstok (helpen elkaar) (51:1-10)
3 Dorre bomen (52:1-3)
4 Bomen zonder blad (53:1-8)
5 Over het doen van goede werken (53:1-60:3)
6 Herders en schapen die worden gestraft naar hun daden (61:1-65:6)
7 Boete en straf in verband met Hermas zijn gezin (66:1-7)
8 Geboden zijn als takken; die moeten in goede staat teruggegeven (67:1-77:5)
9 Opnieuw een visioen van de Kerk: afgekeurde stenen kunnen toch weer gebruikt worden (78:1-110:2)
10 Hermas krijgt opdracht te verkondigen dat de voltooiing van de bouw daarom wordt uitgesteld (111;1-114:5)